# Semjon Abramowitsch Furman
Semjon Abramowitsch Furman (russisch Семён Абрамович Фурман; * 1. Dezember 1920 in Pinsk; † 16. März 1978 in Leningrad) war ein sowjetischer Schachspieler, -trainer und -theoretiker.

## Schachkarriere
Im Jahr 1931 zog die Familie Semjon Furmans aus der Provinz nach Leningrad. Dort wurde man auf sein Schachtalent aufmerksam. Er wurde durch die Sowjetische Schachschule ausgebildet, sein Lehrer war der Meister Ilja Rabinowitsch. Durch den Zweiten Weltkrieg wurde Furmans Schachkarriere aufgehalten, den nationalen Meistertitel erhielt er erst im Alter von 25 Jahren. 
Im Jahre 1953 wurde Furman Leningrader Meister, und 1954 und 1957 geteilter Sieger dieses Wettbewerbs. Als ein stetiger Teilnehmer an UdSSR-Meisterschaften wurde er 1948 Dritter, 1949 geteilter Fünfter und 1965 geteilter Vierter. Den Titel eines internationalen Meisters erhielt er 1954, den eines Großmeisters 1966.
Auf internationalen Turnieren gelangen ihm Siege in Harrachov 1966 und Polanica-Zdrój 1967 sowie dritte Plätze in Madrid 1973 hinter Karpow und Tukmakow und 1977 in Bad Lauterberg hinter Karpow und Timman. Mit der sowjetischen Mannschaft gewann Furman die Mannschaftseuropameisterschaft 1961 in Oberhausen. Da er kein Mitglied der KPdSU war, durfte er nur selten ins westliche Ausland reisen. 
Seine beste historische Elo-Zahl vor Einführung der Elo-Zahlen war 2708 im April 1948, damit lag er zu jenem Zeitpunkt auf Platz 11 der Weltrangliste.

## Trainer und Theoretiker
Am bekanntesten wurde er als Schachlehrer und -Sekundant.
Viele Jahre arbeitete er mit Mark Taimanow zusammen. Ab dem Jahr 1969, und bis zu seinem frühen Tod 1978 trainierte Furman den 1951 geborenen Karpow, welcher 1975 Weltmeister wurde. Nachdem Furman 1973 wegen außerordentlicher Erfolge mit jungen Spielern zum verdienten Trainer der Sowjetunion ernannt worden war, betreute er die Mannschaft der Sowjetunion auf der Schacholympiade 1974 in Nizza und bei der europäischen Mannschaftsmeisterschaft 1977.
Furman bereicherte die Eröffnungstheorie, z. B. in der Grünfeld-Indischen Verteidigung, der Nimzowitsch-Indischen Verteidigung, der Spanischen Partie und dem Damengambit. Er publizierte allerdings keine Bücher, sondern nur gelegentliche Beiträge in russischen Schachzeitschriften, und gab seine Analysen, die er in handgeschriebenen Notizbüchern erfasste, ansonsten überwiegend an seine Schüler weiter.

## Privates
Er war verheiratet mit Alla Furman. Neben Schach spielte er auch begeistert Karten, vor allem Bridge. 1966 erkrankte er an Magenkrebs. 
Auf Bitten des sowjetischen Schachverbandes wurde er von den besten Ärzten des Landes behandelt. Elf Jahre später kehrte die Krankheit jedoch zurück und führte zu seinem Tod.